# Дмитровский домостроительный комбинат
Дмитровский домостроительный комбинат (ДДСК) — промышленное предприятие в городе Дмитров Московской области, основной продукцией которого являлись сборные панельные дома различных серий из железобетона. ДДСК выпускал типовую продукцию для застройки поселений в Дмитровском районе и Московской области.
Располагался на улице Бирлово поле (рядом деревня Бирлово), на холме, который огибают речки Дунайка (приток Березовца) и Березовец.

## История
Совет Министров СССР при активном участии ЦК КПСС в 1957 году принял программу массового индустриального жилищного строительства в стране. Для её реализации по всей стране было развёрнуто строительство заводов и комбинатов по производству строительных и отделочных смесей, панелей, перекрытий.
В 1958 году Госстрой СССР провёл конкурс на проект дома для массового строительства с привлечением основных проектных организаций: Гипростройиндустрии, КБ по железобетону, Моспроекта, Горстройпроекта, Укргорпроекта. Победителем был признан проект крупнопанельного дома, разработанный институтом Гипростройиндустрия с участием Института строительной техники.
Были разработаны и приняты следующие серии панельных домов для массового строительства: I-464, I-335, I-467, I-468 и I-480. Серии К-7, П-57 и 1605-М были приняты для строительства в Москве.
В 1959—1962 годах было возведено около 200 заводов крупнопанельного домостроения общей мощностью 15 млн м² общей площади.
В 1952 году состоялось открытие Дмитровского завода железобетонных конструкций на базе Гравийно-песчаного завода № 24, в дальнейшем — Завод мостовых железобетонных конструкций (МЖБК). Затем, после его модернизации, на одной из площадок завода в 1954 году начато возведение домостроительного комбината.
Домостроительный комбинат раместился на возвышенной территории, которая потом получила название улица Бирлово поле. На площадке ранее находился сортировочный песчано-гравийный элеватор, с которого поступало сырьё (нерудные материалы) с карьеров завода железобетонных конструкций. На 2024 год элеватор МЖБК находится возле Одинцово.
Строительством комбината руководил В. Г.  Маркозашвили, впоследствии он остался руководителем ДДСК.
Дмитровский домостроительный комбинат был сдан в эксплуатацию в декабре 1959 года с планируемой годовой производительностью 170 тыс. м² жилья.
Первые 5-тиэтажные дома, произведённые комбинатом, были построены по улице Космонавтов в 1961 году силами Монтажжилстроя № 2.
Силами Дмитровского СМУ треста «Мособлстроя» № 2 панельными домами был застроен новый микрорайон Космонавтов. Это первый микрорайон Дмитрова, построенный полностью по новой технологии и с современной инфраструктурой: канализацией, водопроводом, дорогами с тротуарами и озеленением территории. В 1963 году Мособлисполкомом утверждается новый генеральный план Дмитрова, согласно которому обновляется старый город, и запланировано широкомасштабное строительство на новых территориях с участием ДДСК.
Сразу за посёлком экскаваторного завода вдоль дороги на Митькино отведён участок под застройку 22 многоквартирных жилых домов для различных организаций города. Из них 18 пятиэтажных зданий будут монтироваться из крупных панелей нашего домостроительного комбината. Четыре таких дома коллектив Монтажжилстроя № 2 построит индустриальным способом для себя и работников комбината. Сейчас здесь заканчивается монтаж первого и развернулись работы по сооружению второго дома на 60 квартир.
В 1960-е годы состоялось объединение Монтажжилстроя № 2 и ДДСК. Предприятие начинает не только производить панели, но и возводить из них дома.
ДДСК активно развивается. Рядом строится стадион «ДДСК», на базе которого формируется футбольная команда. Рядом возводится Дмитровский строительный техникум.
Для обеспечивания ресурсной базы были разработаны карьеры на юго-восточной окраине Дмитрова и юго-востоке района. ДДСК наряду с заводом МЖБК, предприятием Мостоотряд-90 являлся крупным строительным предприятием района.
В 1960—1980-е года Дмитров и район активно застраивается панельными 5-и- и 9-иэтажными домами, произведёнными ДДСК.
Продукцией комбината застраивались Лианозово, Балашиха, Крюково и другие населённые пункты Московской области.
Некоторые дома в Дмитрове были украшены мозаикой на разные сюжеты. В частности, мозаикой на тему народных сказок, сказок Бажова и Пушкина были украшены дома по Пушкинской улице и улице Семенюка, а мозаикой на тему роли СССР в становлении мира и дружбы народов на земном шаре — дома по Загорской и Внуковской улицам.
В 1990-е года предприятие было продано и впоследствии закрылось. Сейчас на его месте находится промзона, на территории которой действует несколько предприятий.

### Послесловие
В 1990-е после смены экономического курса в стране А. Б. Хазовым, сыном бывшего главного инженера ДДСК Б. Ф. Хазова, организуется строительная фирма, возводившая микрорайон Новь и осуществлявшая другие стройки в районе. В микрорайоне из оставшихся панельных комплектов ДДСК были построены первые дома № 1 и № 4 по улице Оборонной. Остальные дома и гостиница «Кристалл» были построены уже из кирпича.

## Спорт
Существовала футбольная команда ДДСК, у которой был родной стадион «ДДСК» на улице Бирлово поле.

## Выпускаемая продукция
- К-7-2-4 (с 1959 по 1969 года)
- 1р-303 (с 1965 по 1970 года)
- 1р-303-16 и −17 (в 1980-е и 1990-е годы)
- 1-466А (в 1980-е и 1990-е годы)[10]